# Небел (Амрум)
Небел (њем. Nebel) општина је у њемачкој савезној држави Шлезвиг-Холштајн. Једно је од 132 општинска средишта округа Нордфризланд. Према процјени из 2010. у општини је живјело 955 становника. Посједује регионалну шифру (AGS) 1054085.

## Географски и демографски подаци
Небел се налази у савезној држави Шлезвиг-Холштајн у округу Нордфризланд. Општина се налази на надморској висини од 6 метара. Површина општине износи 12,0 km². У самом мјесту је, према процјени из 2010. године, живјело 955 становника. Просјечна густина становништва износи 80 становника/km².